# 東京高裁長官室乱入事件
東京高裁長官室乱入事件（とうきょうこうさいちょうかんしつらんにゅうじけん）とは、1974年（昭和49年）10月29日に東京都千代田区で発生したテロ事件。
日本の新左翼の社青同解放派が起こした事件である。

## 事件の発端
東京高等裁判所では、1974年10月31日に狭山事件の控訴審判決を出すことになっていた。狭山事件の被告人を支援していた新左翼各派は不穏な動きを見せていた。

## 事件の概要
1974年10月29日午後3時15分頃、東京高等裁判所庁舎の4階にあった高裁長官室に、背広姿の4人が鉄パイプでドアを破壊して乱入した。また隣の高裁事務局長室にも1人が乱入し、中にいた事務局長に暴力を振るった。事務局長は「弁護士がそんなことをしていいのか」（暴漢はニセの弁護士バッジを付けていた）と言ったが、聞く耳を持たなかった。
長官室にいた市川四郎高裁長官は、事務局長室の騒ぎの隙を見て脱出に成功した。また事務局長も何とか脱出することができた。暴漢らは避難する長官たちに対して爆竹やバルサンを投げつけた。バルサンの煙が裁判所内に立ち込めたため、開廷中の裁判を全て延期した。
その後、暴漢らは長官室にバリケードを築いて立て篭もり、窓から「狭山差別裁判糾弾」「革マルせん滅」といった垂れ幕を吊り下げた。
午後3時30分、裁判所職員からの通報を受けた警察官が長官室に突入し、中にいた5人を現行犯逮捕した。
垂れ幕に「社青同全学連」と書かれていたことから、警視庁公安部は社青同解放派の犯行と断定した。
社青同解放派は、2日後の控訴審で有罪判決を下した裁判官に対してもテロ事件（東京高裁判事襲撃事件）を起こしている。